# ピルグリム
『ピルグリム』(英語: Pilgrim)は、1998年3月10日に発表されたエリック・クラプトンのスタジオ・アルバム。

## 解説
新たなプロデューサーとしてクライミー・フィッシャーのサイモン・クライミーを起用。後のヒット・シングル「チェンジ・ザ・ワールド」（映画『フェノミナン』で使用された）のプロデューサーとなるベイビーフェイスが、「ボーン・イン・タイム」でバック・コーラスを担当（クレジットでは、Kenny Edmondsと表記）。
タイトル曲は、映画『リーサル・ウェポン4』のサウンドトラックに使用された。
アルバム・ジャケットは、エリックからのラブコールで、日本のアニメーター貞本義行が手掛けた。エリックは、来日した頃から貞本のイラストを気に入っている。
1曲目の「My Father's Eyes」は、1992年にほぼ完成しており、アンプラグドに出演した際に初披露して以降、アルバムがリリースされるまでに何度かライブのセットリストに入っていた。

## 収録曲
特記なき楽曲はエリック・クラプトン作。
1. マイ・ファーザーズ・アイズ（英語版） - My Father's Eyes
2. リヴァー・オブ・ティアーズ - River of Tears (Eric Clapton, Simon Climie)
3. ピルグリム - Pilgrim (E. Clapton, S. Climie)
4. ブロークン・ハーティッド - Broken Hearted (E. Clapton, Greg Phillinganes)
5. ワン・チャンス - One Chance (E. Clapton, S. Climie)
6. サーカス - Circus
7. ゴーイング・ダウン・スロウ（英語版） - Going Down Slow (St. Louis Jimmy)
8. フォール・ライク・レイン - Fall Like Rain
9. ボーン・イン・タイム - Born in Time (Bob Dylan)
10. シック・アンド・タイアード - Sick & Tired (E. Clapton, S. Climie)
11. ニーズ・ヒズ・ウーマン - Needs His Woman
12. シーズ・ゴーン - She's Gone (E. Clapton, S. Climie)
13. ユー・ワー・ゼア - You Were There
14. インサイド・オブ・ミー - Inside of Me (E. Clapton, S. Climie)
15. ムーヴィー・ザット・ネヴァー・ハプンド - Movie That Never Happened
ボーナストラック。同名の映画のテーマ・ソングであるインストゥルメンタル・ナンバー。

## レコーディング・メンバー
- エリック・クラプトン - ギター、ボーカル
- サイモン・クライミー - ドラムス、キーボード
- スティーヴ・ガッド - ドラムス
- ポール・ウォラー - ドラム・プログラミング
- デイヴ・ブロンズ（英語版） - ベース
- クリス・スティントン（英語版） - ハモンドオルガン
- ジョー・サンプル - ピアノ
- ロンドン・セッション・オーケストラ - ストリングス
- ネイザン・イースト - ベース
- ルイス・ジャルディン（英語版） - ベース、パーカッション
- アンディ・フェアウェザー・ロウ - ギター
- ポール・キャラック - ハモンドオルガン
- グレッグ・フィリンゲインズ - キーボード
- Paul Brady - ティン・ホイッスル
- ピノ・パラディーノ - ベース
- Chyna - バック・ボーカル
- ケニー・エドモンズ - バック・ボーカル